# Stefan Hulman
Stefan Hulman (Amstelveen, 27 januari 1966) is een Nederlands bestuurder. Hij was lid van Provinciale Staten van Zuid-Holland voor de VVD, raadslid en wethouder in Rotterdam, burgemeester van Den Helder. Hulman is lid van de VVD. Van december 2009 tot oktober 2010 was hij waarnemend burgemeester van Ridderkerk.

## Loopbaan
Hulman studeerde aan de Koninklijke Militaire Academie in Breda. Hij werd beroepsofficier, maar werd afgekeurd wegens een knieblessure. Vervolgens studeerde hij bestuurskunde aan de Erasmus Universiteit Rotterdam. Hij was werkzaam bij de politie Rotterdam-Rijnmond en bij de Immigratie- en Naturalisatiedienst (IND).
In 1995 werd hij lid van de Provinciale Staten in Zuid-Holland en in 1998 lid van de gemeenteraad van Rotterdam. Tussen 2002 en 2006 was hij wethouder in Rotterdam, belast met verkeer en vervoer, regionale samenwerking en kunstzaken en milieubeleid. Ook was hij dagelijks bestuurder van de stadsregio Rotterdam. Hulman werd in 2007 aangesteld als burgemeester van Den Helder. Sinds 1 juli 2011 is Hulman directeur van REISinformatiegroep. In 2018 is Hulman vertrokken als directeur van 9292.

### Opspraak
Eind 2008 kwam Hulman politiek onder druk te staan nadat hij zijn dubbele woonlasten in Rotterdam en Den Helder had aangekaart. Een door het Helderse college (zonder de burgemeester) vastgestelde regeling bleek rekenfouten te bevatten, die Hulman in de schoenen werden geschoven. Deze regeling is nooit tot uitvoering gebracht. Hulman kreeg verder kritiek op zijn declaratie-gedrag. Uit later onderzoek bleek echter dat zijn declaraties rechtmatig waren.
Op 19 januari 2009 werd, na een urenlange raadsvergadering, bekend dat Hulman voorlopig kon aanblijven als burgemeester van Den Helder. De breuk tussen Hulman en Den Helder werd echter definitief toen de wethouders op 19 februari 2009 alsnog het vertrouwen in hun burgemeester opzegden. Hierop stelde de commissaris van de Koningin in Noord-Holland, Harry Borghouts, voor om tot een regeling te komen waarbij de burgemeester vrijwillig ontslag zou nemen. Daarbij zou Hulman afzien van wachtgeld en procedures, terwijl de gemeente Den Helder voor 580.000 euro zijn huis in Julianadorp zou kopen.
Tijdens een buitengewone vergadering van de gemeenteraad van Den Helder op 25 februari 2009, besloot een meerderheid van de Raad de wethouders op te dragen een regeling te treffen, conform het voorstel van de commissaris van de Koningin. Hierop besloot Hulman, in afwachting daarvan, zijn taken neer te leggen. Hulman ging april 2009 akkoord met de voorgestelde regeling en trad per 1 mei 2009 af.